# Travis County
Travis County är ett administrativt område i delstaten Texas, USA, med 1 024 266 invånare (2010). Den administrativa huvudorten (county seat) är Austin.

## Geografi
Enligt United States Census Bureau har countyt en total area på 2 647 km². 2 561 av den arean är land och 85 km² är vatten.

### Angränsande countyn
- Williamson County - norr
- Bastrop County - öster
- Caldwell County - söder
- Hays County - sydväst
- Blanco County - väster
- Burnet County - nordväst

### Orter
- Briarcliff
- Point Venture
- San Leanna
- The Hills
- Volente
- Webberville